# Armband Vleermuizen en Papavers

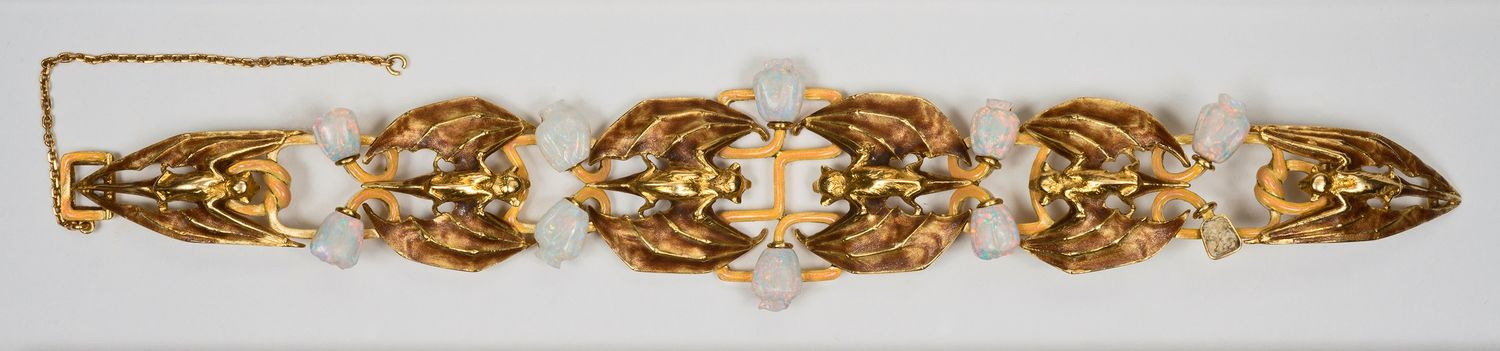
De armband Vleermuizen en Papavers

De Armband Vleermuizen en Papavers (Frans: Bracelet Chauve-Souris et Pavots) is een armband, vervaardigd door Philippe Wolfers, ontworpen in 1898. Wolfers was een Belgisch edelsmid, bekend van zijn geraffineerde art-nouveaujuwelen. Het juweel vertoont vleermuizen en papavers.

## Beschrijving
De achttien cm lange armband is vervaardigd uit goud, email en opaal en opgebouwd als een kostbare miniatuursculptuur. Bij Wolfers is de symboliek steeds duidelijk: de vleermuizen, die ritmisch na elkaar zijn geplaatst, verwijzen naar de nacht terwijl de papavers, die opium leveren, de slaap symboliseren. Aan de achterzijde is hij gesigneerd met PW, en de banderol Ex. Unique.

## Achtergrond
Wolfers vervaardigde slechts twee armbanden en deze is mogelijk de enige die bewaard bleef. Ook de ontwerptekening is bewaard wat deze armband nog unieker maakt. Wolfers, artistiek directeur van zijn firma Wolfers Frères,  ontwierp ze vooral om de meer betaalbare creaties van zijn firma te promoten. Deze extreem dure juwelen werden meestal na enkele tentoonstellingen gedemonteerd en daarom erg zeldzaam.

## Geschiedenis
Vleermuizen en Papavers werd in 2015 verworven door het Fonds Braet-Buys-Barthomomeus, onder beheer van het Erfgoedfonds van de Koning Boudewijnstichting (inventarisnummer: KBS 0124). Het juweel is tentoongesteld in en wordt in bruikleen toevertrouwd aan de Koninklijke Musea voor Kunst en Geschiedenis te Brussel.